# Purvis, Mississippi
Purvis, Mississippi (енгл. Purvis) град је у америчкој савезној држави Мисисипи.

## Демографија
По попису из 2010. године број становника је 2.175, што је 11 (0,5%) становника више него 2000. године.
| Група             | 2000.         | 2010.         |
| Белци             | 1.525 (70,5%) | 1.489 (68,5%) |
| Афроамериканци    | 599 (27,7%)   | 590 (27,1%)   |
| Азијати           | 3 (0,1%)      | 13 (0,6%)     |
| Хиспаноамериканци | 23 (1,1%)     | 52 (2,4%)     |
| Укупно            | 2.164         | 2.175         |